# Celine (show)
A Celine Céline Dion második show-műsor-sorozata a Las Vegas-i Caesars Palace Colosseumában. Az előadássorozat 2011. március 15-én kezdődött, és tervezett befejezése 2014 lesz, évente nagyjából 70 előadással. A műsort a Pollstar 50-es listáján a 26. helyre értékelték, mely több mint 20 millió dolláros bevételt szerzett. A műsor Elvis Presley óta a legjövedelmezőbb zenei előadóvá tette az énekesnőt.

## Háttér
2011. március 15-én kezdődött a hároméves műsorsorozat a Caesars Palace Colosseumában. A showban az énekesnő mellett 31 zenész vesz részt, a műsor rendezője és producere Kenneth Ehrlich, valamint a Céline-nel hosszú ideje együtt dolgozó fénytechnikus, Yves Aucoin és hangtechnikus, Dennis Savage.
Az énekesnő egy The Oprah Winfrey Show-ban való fellépése során jelentette be Las Vegas-i visszatérését. A jegyeladások azon a héten jelentősen felerősödtek, és a show nyitóelőadásának jegyeit percek alatt eladták. A próbák 2011. január 17-én kezdődtek Floridában és 2011. február 17-én a Ceasars Palace-ban, miután Dion Vegasba költözött az új műsor előkészületei miatt.
2011 januárjában a jegyeladások bevétele már túllépte a 10 millió dolláros határt, mellyel a szórakozóhely történelmének leggyorsabb jegyeladását produkálta. A Ceasars Palace elnöke, Gary Selesner állítása szerint a koncertsorozat első részének, az április 17-éig esedékes előadásoknak a jegyei már januárban elfogytak.